# Sacabaya
Sacabaya ist eine Ortschaft im Departamento Oruro im Hochland des südamerikanischen Andenstaates Bolivien.

## Lage im Nahraum
Sacabaya ist zentraler Ort des Kanton Sacabaya im Municipio Sabaya. Die Ortschaft liegt auf einer Höhe von 3845 m am rechten, südlichen Ufer des Río Lauca, der hier in östlicher Richtung fließt und sich elf Kilometer flussabwärts mit dem Río Sajama vereinigt.

## Geographie
Das Klima in der Region ist semiarid, der Jahresniederschlag liegt bei nur 200 mm (siehe Klimadiagramm Sabaya). Von April bis November herrscht Trockenzeit mit Monatswerten von weniger als 10 mm Niederschlag, die Feuchtezeit im Sommer ist kurz und der Regen wenig ergiebig. Die Jahresdurchschnittstemperatur liegt bei knapp 7 °C ohne wesentliche Schwankungen im Jahresverlauf, aber mit starken Tagesschwankungen der Temperatur und häufigem Frostwechsel.
Die Vegetation in der Region entspricht der semiariden Puna. Sie ist baumlos und setzt sich vor allem aus Dornsträuchern, Gräsern, Sukkulenten und Polsterpflanzen zusammen. Sie wird wirtschaftlich als Lama-, Alpaka- und Schafweide genutzt.

## Verkehrsnetz
Sacabaya liegt in einer Entfernung von 305 Straßenkilometern südwestlich von Oruro, der Hauptstadt des gleichnamigen Departamentos.
Von Oruro aus führt die 169 Kilometer lange Nationalstraße Ruta 31 in westlicher Richtung über La Joya nach Curahuara de Carangas. Von Curahuara aus führt eine unbefestigte Landstraße in südlicher Richtung in das 49 Kilometer entfernte Turco. Von Turco aus folgt man der Ruta 27 nach Westen Richtung Cosapa und überquert nach 55 Kilometern den Río Cosapa. Nach weiteren sieben Kilometern zweigt nach Süden eine unbefestigte Piste ab, die vorbei am Zusammenfluss von Río Lauca und Río Sajama nach 36 Kilometern Sacabaya erreicht.

## Bevölkerung
Die Einwohnerzahl der Ortschaft ist im vergangenen Jahrzehnt um etwa ein Viertel angestiegen:
| Jahr | Einwohner         | Quelle       |
| ---- | ----------------- | ------------ |
| 1992 | keine Detaildaten |              |
| 2001 | 172               | Volkszählung |
| 2013 | 216               | Volkszählung |
| 2024 |                   | Volkszählung |

Die Region weist einen hohen Anteil an Aymara-Bevölkerung auf, im Municipio Sabaya sprechen 62,9 Prozent der Bevölkerung Aymara.